# Something About You (Elderbrook e Rudimental)
Something About You è un singolo del musicista britannico Elderbrook e del gruppo musicale britannico Rudimental, pubblicato il 9 agosto 2019 come terzo estratto dal primo EP dei Rudimental Distinction.

## Video musicale
Il videoclip, diretto da Luke Davies e presentato in contemporanea al lancio del singolo, ha come protagonista l'attore Michael Socha, il quale danza all'interno di una palestra insieme ad altri uomini. Tale esibizione rappresenta sia un messaggio riguardo all'importanza della salute mentale ma anche una critica rivolta alle nozioni della mascolinità tradizionale, evidenziando la bellezza che può derivare dall'imparare a sentirsi a proprio agio nell'esprimere le proprie emozioni.

## Tracce
Download digitale
1. Something About You – 3:23

Download digitale – Elderbrook VIP
1. Something About You (Elderbrook VIP) – 2:49

Download digitale – Chill Mix
1. Something About You (Chill Mix) – 2:46

Download digitale – Mason Maynard Remix
1. Something About You (Mason Maynard Remix Edit) – 3:25
2. Something About You (Mason Maynard Remix) – 6:06

## Classifiche
| Classifica (2019)   | Posizione massima |
| ------------------- | ----------------- |
| Belgio (Fiandre)    | 78                |
| Belgio (Vallonia)   | 71                |
| Regno Unito         | 87                |
| Regno Unito (dance) | 16                |